# Mine de Chino
 (mars 2025).
Si vous disposez d'ouvrages ou d'articles de référence ou si vous connaissez des sites web de qualité traitant du thème abordé ici, merci de compléter l'article en donnant les références utiles à sa vérifiabilité et en les liant à la section « Notes et références ».
La mine de Chino ou mine de Santa Rita est une mine à ciel ouvert de cuivre située au Nouveau-Mexique aux États-Unis.